# ناحية مركزية (مقاطعة فارياب)
الناحية المركزية لمقاطعة فارياب (بالفارسية: بخش مرکزی شهرستان فاریاب) هي ناحية مركزية تقع في مقاطعة فارياب، كرمان، إيران. بلغ عدد سكانها حسب تعداد عام 2006 حوالي 31,605, نسمة يشكّلون 6,751 أسرة.